# Torrejoncillo del Rey
Torrejoncillo del Rey ist eine Gemeinde (Municipio) und ein Dorf mit 338 Einwohnern (Stand: 2024) in der Provinz Cuenca in der Autonomen Region Kastilien-La Mancha. Neben dem Hauptort Torrejoncillo del Rey gehören die Ortschaften Horcajada de la Torre, Naharros, Villar del Águila, Villar del Horno und Villarejo-Sobrehuerta zur Gemeinde. 

## Lage
Torrejoncillo del Rey liegt etwa 40 Kilometer westlich von Cuenca in einer Höhe von ca. 930 m am Cigüela. Durch die Gemeinde führt die Autovía A-40.

## Bevölkerungsentwicklung
| 1970 | 1981 | 1991 | 2001 | 2011 | 2021 |
| ---- | ---- | ---- | ---- | ---- | ---- |
| 1083 | 1095 | 829  | 640  | 501  | 358  |

## Sehenswürdigkeiten
- Dominikuskirche (Iglesia de Santo Domingo de Silos) in Villar del Águila
- Einsamkeitskapelle (Ermita de Solitud)
- Peter-und-Paul-Kirche in Villarejo-Sobrehuerta
- Ruine der Bartholomäuskapelle in Villarejo-Sobrehuerta
- Jakobuskirche in Naharros
- Rathaus

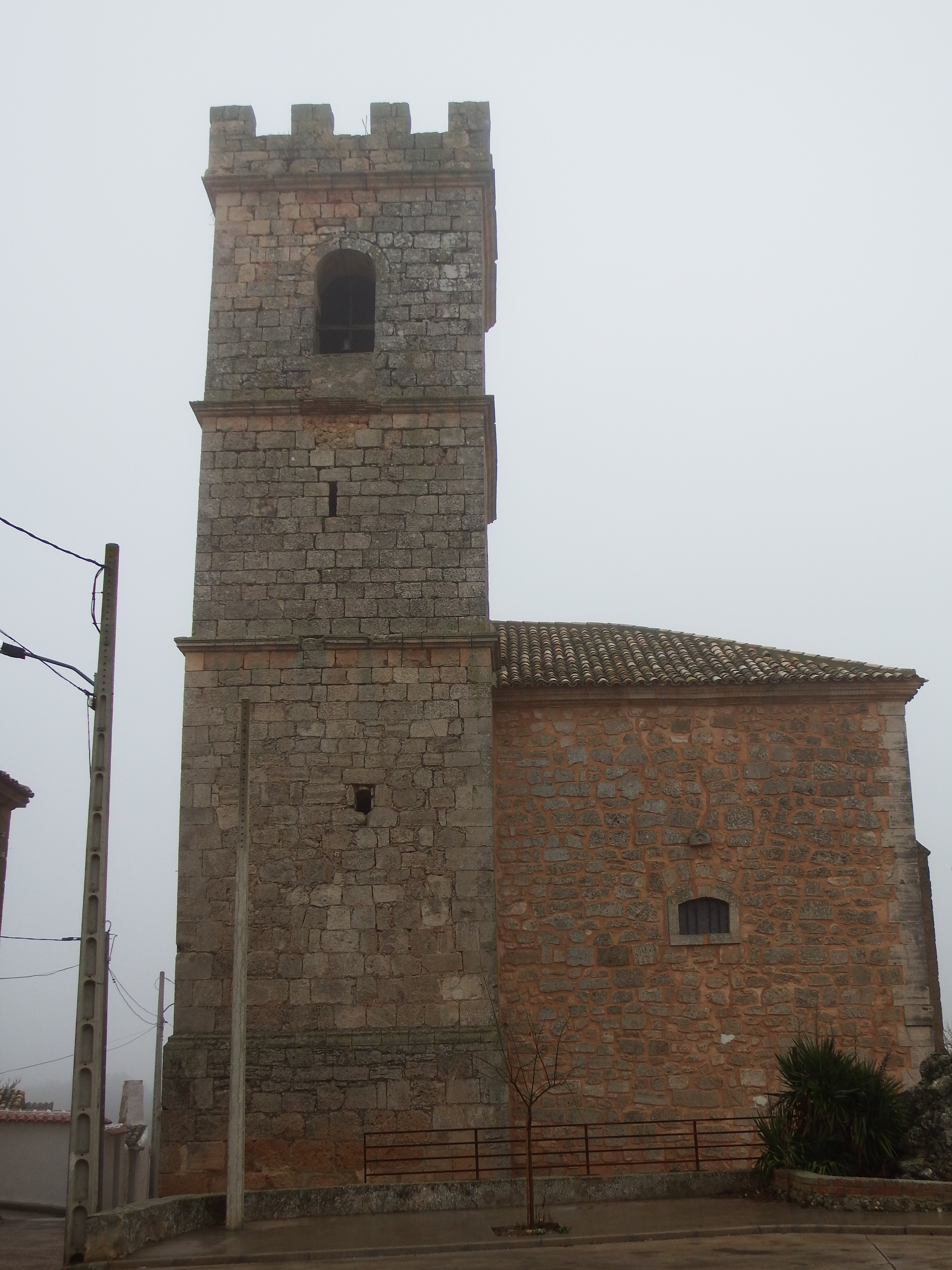
Dominikuskirche
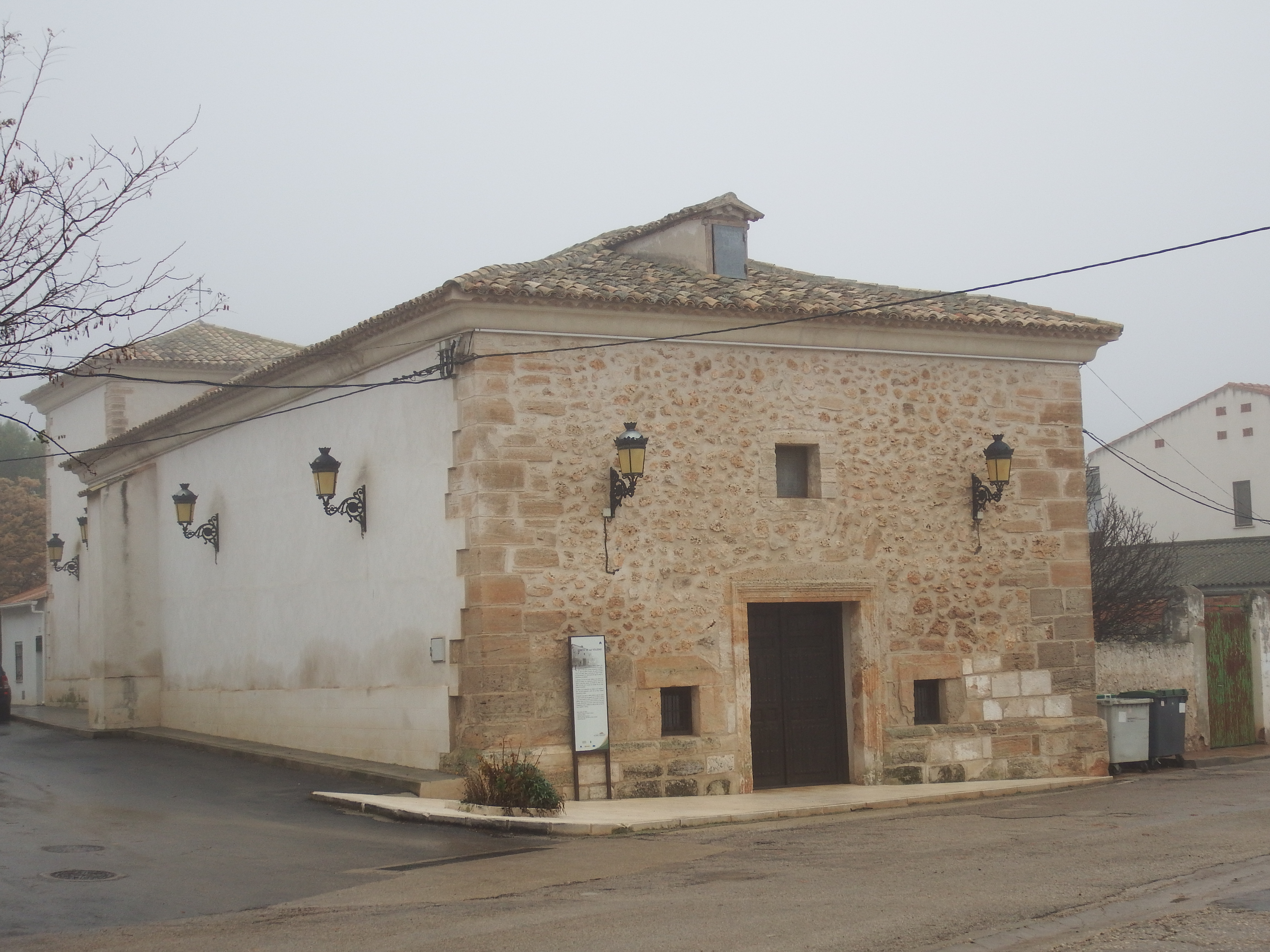
Einsamkeitskapelle
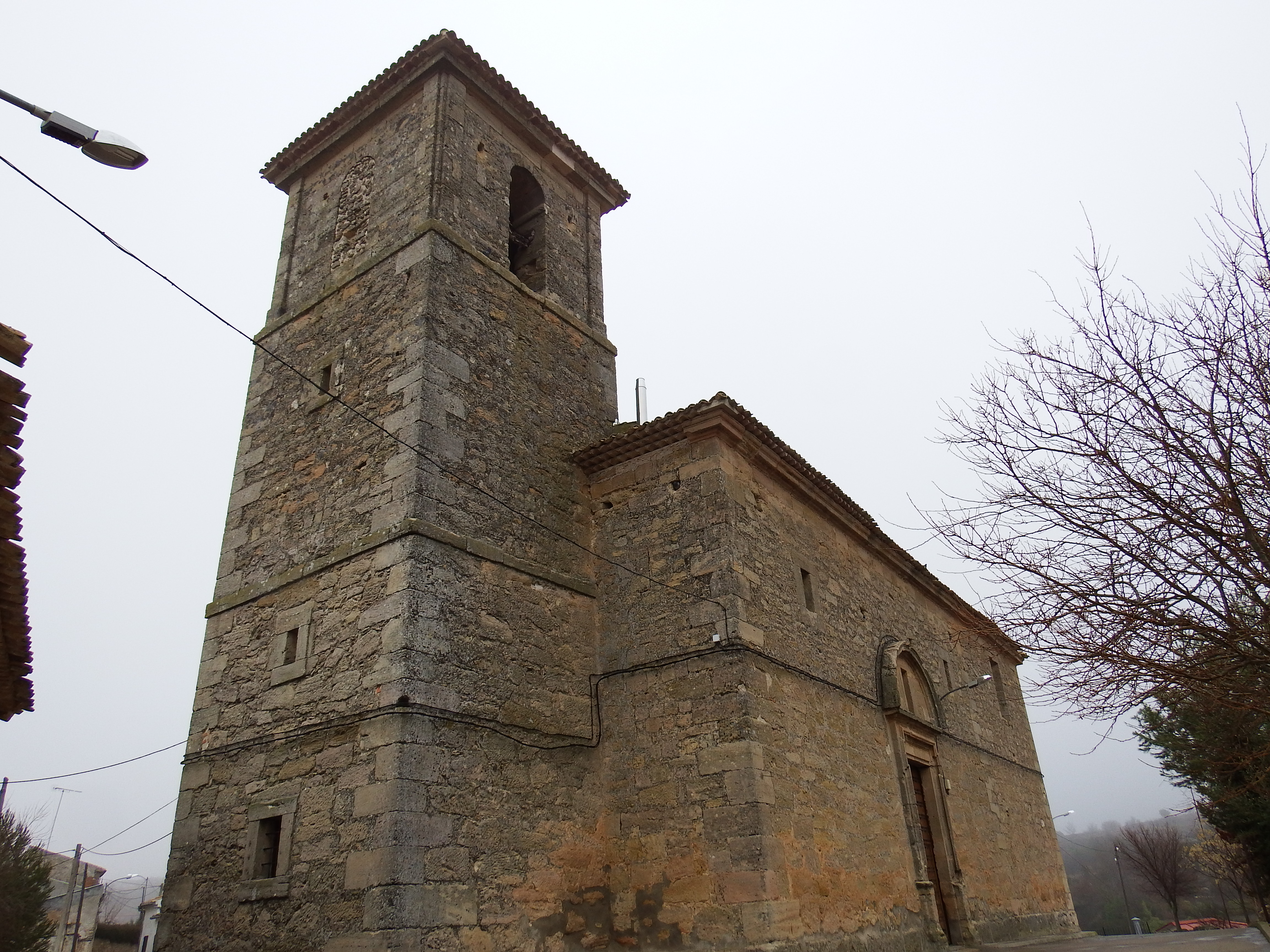
Peter-und-Paul-Kirche
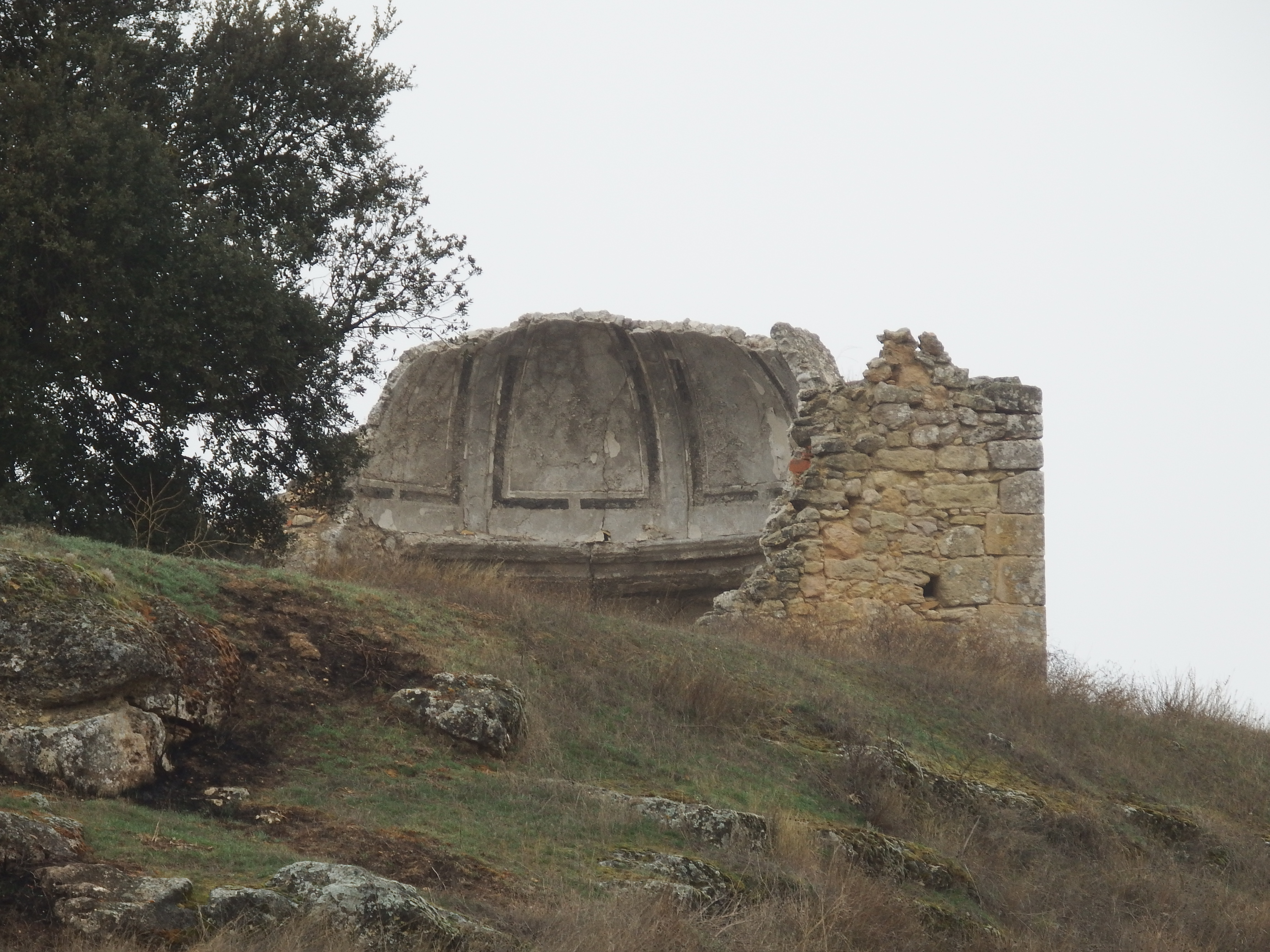
Ruine der Bartholomäuskapelle
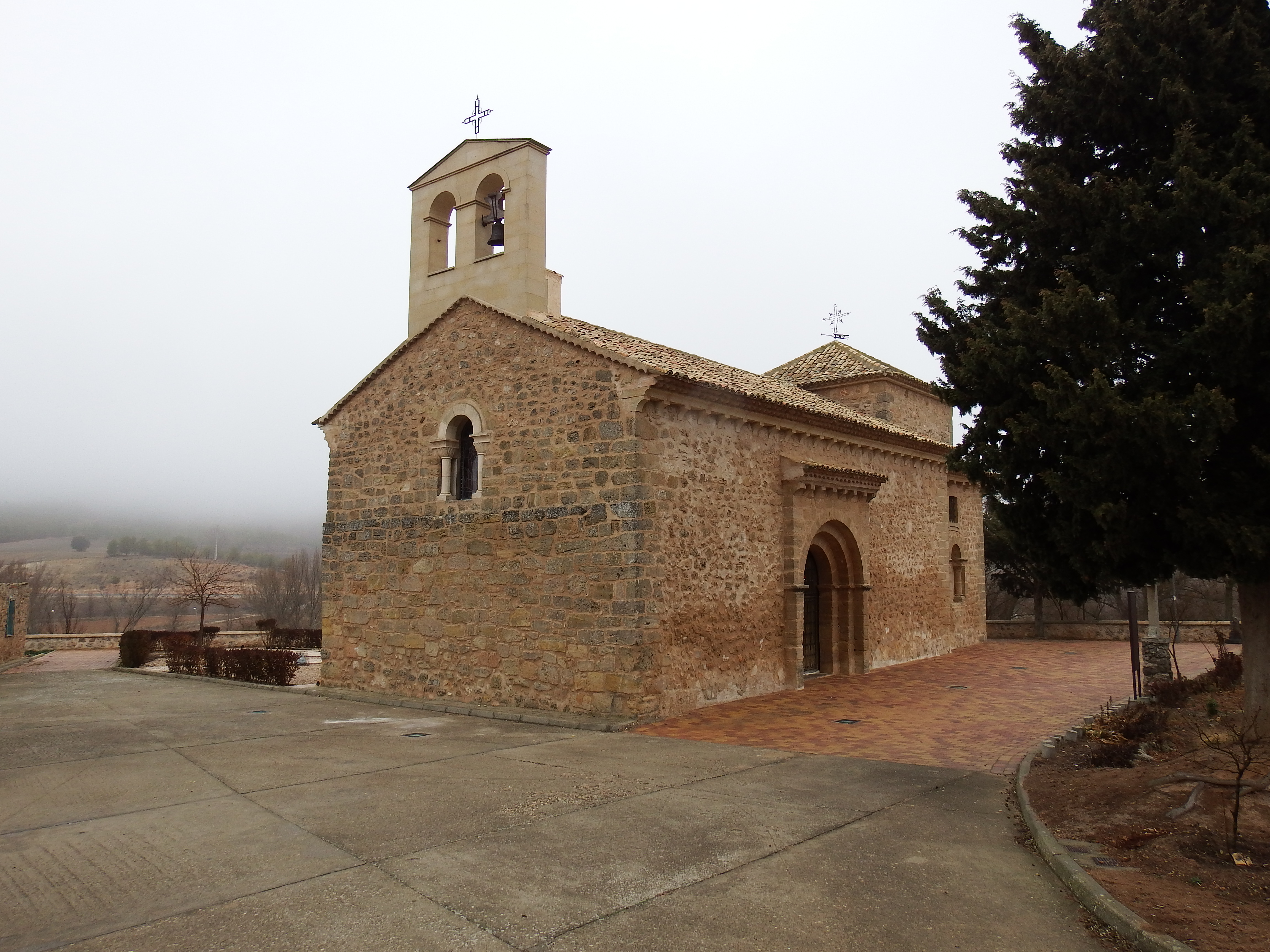
Jakobuskirche
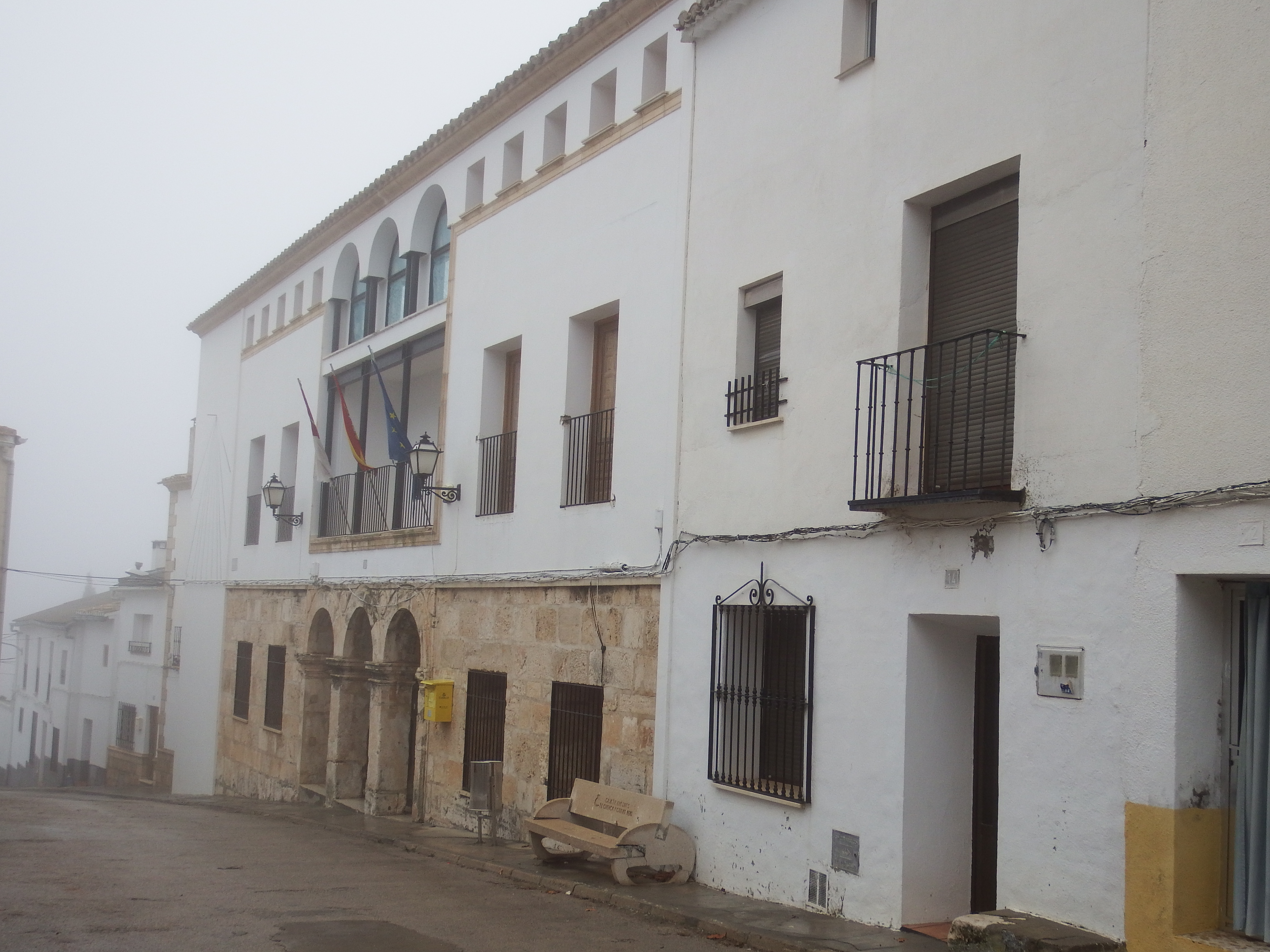
Rathaus